# Anti Atlante

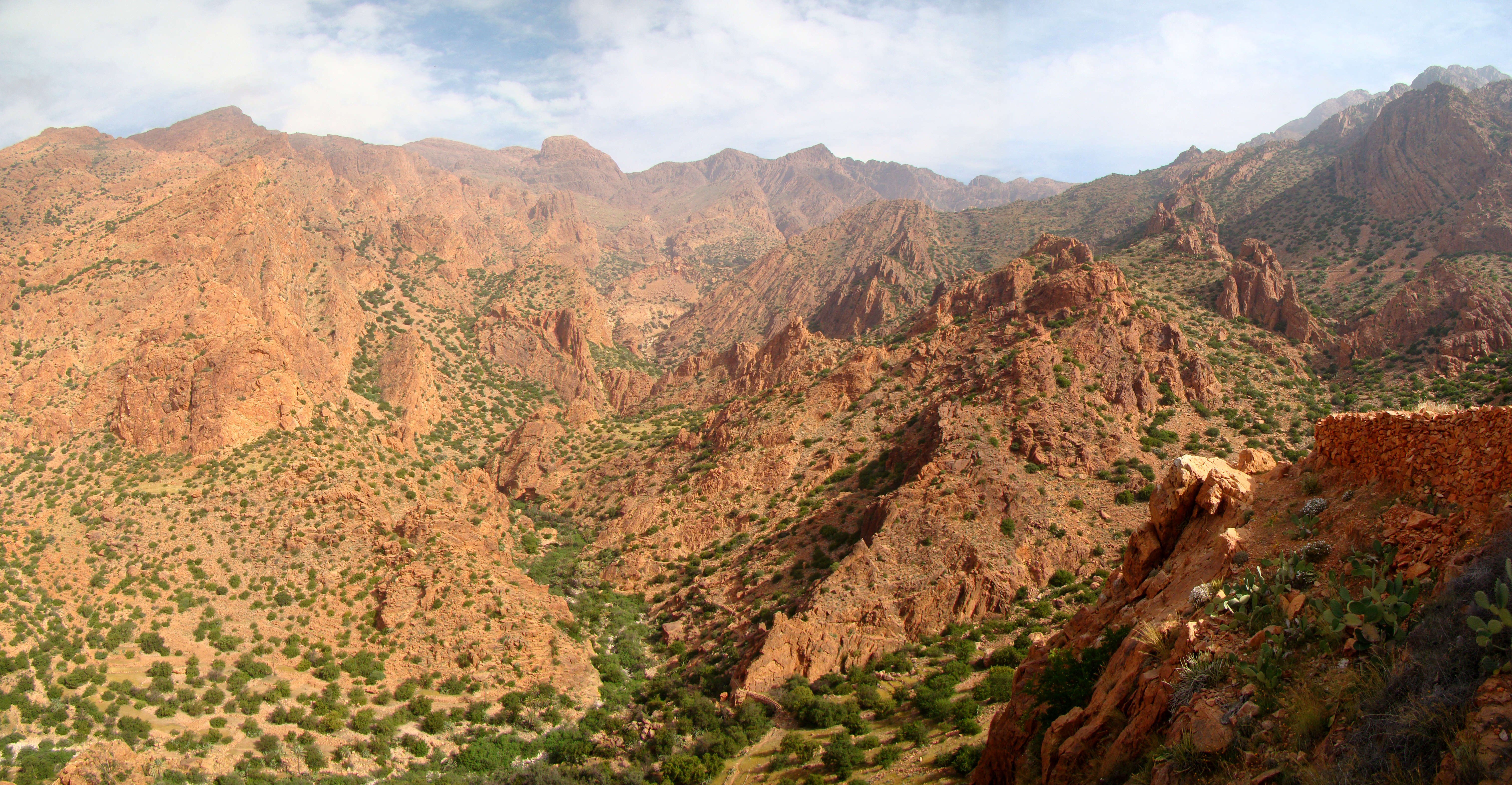
Una sezione dell'Anti Atlante vicino Tafraout. La vetta sullo sfondo è il Djebel el Kest.

L'Anti Atlante (in berbero: ⴰⴷⵔⴰⵔ ⵎⵥⵥⵉⵢⵏ, Adrar Mẓẓiyen; in arabo الأطلس الصغير‎?, al-Aṭlas aṣ-ṣaġīr) è una catena montuosa del Marocco, parte della catena dell'Atlante nel nord-ovest dell'Africa. L'Anti Atlante si estende dall'Oceano Atlantico a sud-ovest fino a nord-est sulle alture di Ouarzazate e ancora ad est fino alla città di Tafilalet, per una lunghezza complessiva di circa 500 km. Confina con il deserto del Sahara a sud.
Il punto più orientale dell'Anti Atlante è il Jbel Saghro e il suo confine orientale è costituito da sezioni dell'Alto Atlante. Sulle alture di Ouarzazate, il massiccio è tagliato dalla Valle del Draa, aprendosi verso il sud. In questo mondo di rocce, i contrasti sono estremi. La maggior parte della terra è arida e brulla, ma l'acqua si raccoglie e viene incanalata in luoghi remoti, formando piccoli bacini. La maggior parte dei villaggi sono limitati a un paio di piccole case circondate da palme.
In alcuni contesti, l'Anti Atlante viene considerato separato dalla catena dell'Atlante, come il termine "anti" stabilisce.

## Formazione della catena montuosa
Le rocce del continente Africano (la placca africana) si formarono nel Precambriano (approssimativamente fra 4 500 e 550 milioni di anni addietro), e sono più antiche della catena dell'Atlante. L'Anti Atlante si sviluppò ancora più tardi.
Si formò nel Paleozoico (~300 milioni di anni addietro), come risultato della collisione fra continenti. Nord America, Europa e Africa erano uniti e costituivano due ex continenti, Euramerica e Gondwana, che si scontrarono fra loro creando le Central Pangean Mountains nel supercontinente Pangea. Evidenze dimostrano che l'Anti Atlante era in origine parte dell'orogenesi alleganiana che diede vita agli Appalachi, formatisi quando Gondwana (compresa l'Africa) ed Euramerica (America) si scontrarono. Ci sono indicazioni che una volta era una catena di montagne di gran lunga più alte dell'Himalaya di oggi.
Più di recente, nel Terziario (da 65 milioni a ~ 1800 000 anni fa), le restanti catene montuose che oggi comprendono l'Atlante sono state sollevate dallo scontro di masse di terra di Europa e Africa in collisione nella parte meridionale della penisola Iberica. L'erosione ha continuato a ridurre la catena dell'Anti Atlante ed oggi è meno massiccia dell'Alto Atlante a nord.

## Profilo e clima
Le cime delle Anti Atlante raggiungono altezze medie di 2 500-2 700 m, con alcuni picchi che raggiungono altezze maggiori. A nord si trova un altopiano a 1700–1800 m di altezza. A sud si trovano gli altopiani del Sahara a circa 700 m. Un picco, Djebel Siroua, di origine vulcanica, raggiunge i 3304 m. La catena è fortemente fessurata, soprattutto in direzione sud.
Le precipitazioni annuali sono di solito inferiori a 200 mm, mentre le condizioni climatiche sul nord e versanti occidentali sono localmente più umide favorendo l'agricoltura. Dal punto di vista climatico, le montagne sono separate dall'influenza del Mediterraneo dall'Atlante al suo nord, e quindi appartengono alla zona climatica sahariana.

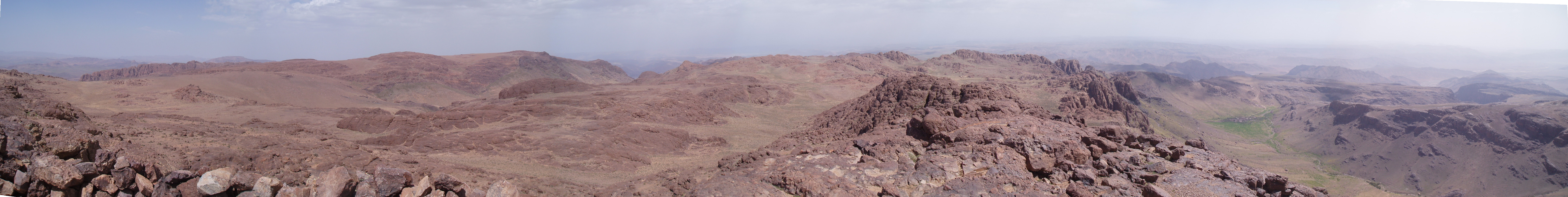
Panorama dal Jebel Aklim

## Flora
Nelle zone meno secche a ovest e nord, gran parte del terreno è coperto da timo, rosmarino e altre piante che richiedono poca acqua, come ad esempio l'argan. La rara vegetazione è messa in pericolo dal pascolo, ma nel sud rimangono rari arbusti spinosi. La transizione verso il deserto è graduale verso sud.

## Paesaggio
Il paesaggio è caratterizzato da pittoresche kasbah (piccoli castelli) in molti luoghi della regione. In passato, la kasbah era importante come luogo di rifugio e come deposito di rifornimento di provviste. Vicino a questi insediamenti, coltivazioni a terrazza e campi protetti da muretti a secco. Tuttavia, sempre più case vengono abbandonate e i campi restano incolti. Con la continua migrazione dalla terra, i sistemi di irrigazione necessari all'agricoltura sono in via di disfacimento.